# Uriah Heep
A Uriah Heep (ejtsd: "jurája' híp") egy 1969-ben alakult és máig működő angol hardrock-zenekar. A Led Zeppelin és a Deep Purple mellett az 1970-es évek egyik legjelentősebb hardrock-zenekara. Zenéjében a hard rock mellett a progresszív rock, a jazz és a country elemei is felfedezhetőek némi gótikus hangzással fűszerezve. Ennek jellegzetessége a billentyűs hangszerek (elsősorban a Hammond-orgona) és a vokálok kihangsúlyozása, ezek a korai időkben David Byron operaszerű énekhangjával társultak.
Az együttes a nevét Charles Dickens: Copperfield Dávid című regénye egyik kitalált szereplője után kapta. Az Európában kivívott népszerűségük ellenére az Amerikai Egyesült Államokban csak néhány számuk aratott átütő sikert (az Easy Livin', Sweet Lorraine és a Stealin'  1972-73-ban). Sokszor a szegény ember Deep Purple-jeként emlegetik őket, utalva örök másodhegedűs szerepükre a toplistákon, de ez mit sem von le a heavy metal megszületésekor szerzett sikereikből és érdemeikből. Angol nyelvterületen kultuszzenekarrá váltak, ahol a Demons and Wizards és a Return to Fantasy albumok bizonyultak a legsikeresebbnek. Népszerűségük csúcsán az 1970-es években születtek legnagyobb hatású és legklasszikusabb albumaik.
Népszerűségük az 1980-as években jelentősen csökkent, de Európában és Japánban a későbbiekben is meg tudták tölteni a stadionokat. Németországban különösen népszerű a Uriah Heep, Lady in Black című slágerük 13 hétig volt listaelső az országban. Világszerte több mint 40 millió albumot adtak el, legutóbbi lemezük 2018-ban jelent meg Living The Dream címmel.

## A zenekar története

### Előzmények (1967-1969)
A zenekar története 1967-ig nyúlik vissza, mikor az együttes későbbi gitárosa Mick Box létrehozta Walthamstow városában a The Stalkers nevű zenekart. Az együttes helyi klubokban és kocsmákban játszott, mígnem énekesük be nem jelentette távozását. Roger Penlington, a zenekar dobosa unokatestvérét, David Garricket ajánlotta a megüresedett énekesi posztra. Box elfogadta Penlington ajánlatát, így Gerrick lett az új énekes. Box és Gerrick hamar megtalálta a közös hangot, így a későbbiekben ők ketten voltak a fő dalszerzők. Gerrick csatlakozása után a tagok elhatározták, hogy felmondanak munkahelyeiken, hogy minden erejükkel a zenekarra koncentrálhassanak. A The Stalkers hamarosan felvette a Spice nevet, David Gerrick pedig David Byronra változtatta nevét. Penlingtont hamarosan az újsághirdetés alapján jelentkező Alex Napier váltotta a dobok mögött, míg az új basszusgitáros a The Gods soraiból érkező Paul Newton lett.
Box elmondása szerint a Spice már a kezdetekkor is arra törekedett, hogy egyéni hangzásvilágot alakítson ki magának. A zenekar folyamatosan járta a klubokat, néhány hónap elteltével olyan rangos helyeken is felléphettek, mint a London városában található Marquee klub. A High Wycombe városában található Blues Loft klubban is felléptek, ahol felfigyelt rájuk a Hit Record kiadó főnöke, Gerry Bron. Bron elvállalta a zenekar menedzselését, így az együttes hamarosan a Vertigo Recordsszal, a Philips újonnan létrejött kiadójával írhatta alá lemezszerződését.
Ezt követően négyesben vonultak be a Londonban található Lansdowne stúdióba, hogy rögzítsék debütáló nagylemezüket. Ekkor vették fel a Uriah Heep nevet, Charles Dickens David Copperfield című regényének egyik szereplője után. 1970-ben volt Dickens halálának századik évfordulója, így mindenütt lehetett találkozni a viktoriánus kor egyik legnagyobb írójának a nevével. Box az album rögzítésének a felénél döntött úgy, hogy a bluestól egy progresszívabb irányba fogja terelni az együttes hangzását. Box ekkoriban rajongott a Vanilla Fudge albumaiért, melyeken nagy szerepet kaptak a billentyűs hangszerek is. Box egy billentyűs bevételében látta az egyénibb hangzás kialakításának megvalósítását, de Byron hangi adottságait is jobban ki akarta használni a közeljövőben. Első jelöltjük a jazz-zongorista Colin Wood volt, aki leginkább stúdiózenészként kereste kenyerét. Paul Newton 1969 karácsonyán meghívta régi ismerősét, Ken Hensleyt, aki korábban a Toe Fat zenekarban gitározott és billentyűs hangszereken játszott (ebben a zenekarban a Uriah Heep későbbi dobosa Lee Kerslake is megfordult).

### Very ’eavy… Very ’umble, Salisbury (1970-1971)
A debütáló album munkálatai 1969 júliusától 1970 áprilisáig tartottak. A produceri teendőket Gerry Bron vállalta magára. Az album 1970 júniusában Very ’eavy… Very ’umble címmel jelent meg, a Vertigo (Anglia) és a Mercury (Egyesült Államok) gondozásában. A dalszerzésből Hensley kevésbé vette ki a részét, a dalok többsége Box és Byron keze nyomát viseli magán. A felvételek nem mentek zökkenőmentesen, Alex Napier a stúdiózás közben jelentette be távozását. Helyére Elton John korábbi dobosa, Nigel Olsson került. Box egy 1989-ben adott interjújában megjegyezte, hogy a felvételeket nagyban hátráltatta a szomszéd teremben próbáló Deep Purple is, akik a Uriah Heephez hasonlóan szintén nem spóroltak a hangerővel.
A Very ’eavy… Very ’umble úttörő volt a heavy metal történetében, a kemény hangzás azonban nem nyerte el a korabeli kritika tetszését. A Rolling Stone magazin kritikusa így írt róla: "Ha ezek befutnak, én öngyilkos leszek. Az első hangtól kezdve tudni fogod: soha többé nem akarod hallani".
Donald A. Guarisco az AllMusic kritikusa pozitívan nyilatkozik az albumról, írásában azok figyelmébe ajánlja a lemezt, akik a heavy metal gyökerei iránt érdeklődnek.
A lemezről a Gypsy című Box/Byron-szerzemény vált örökzölddé, mely máig megtalálható az együttes koncertprogramjában.
A megjelenés után Hensley egyre jobban belefolyt a dalszerzésbe. Box elmondása szerint közötte, valamint Byron és Hensley között igen hamar kialakult a dalszerzéshez szükséges egyetértés és azonos zenei hullámhossz.

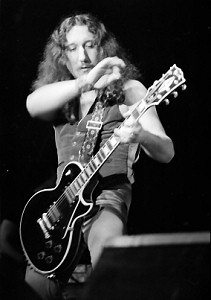
Mick Box az együttes gitárosa, vezetője és alapítója (1977-es fotó)

1970 októberében nekiálltak rögzíteni második nagylemezüket, melynek munkálatai novemberig tartottak. A producer ismét Gerry Bron volt, a Salisbury című második albumot pedig ismét a Vertigo és a Mercury adta ki, 1971 februárjában. A felvételek során Olsson helyére Keith Baker került. Az album címadó dalában egy 24 tagú szimfonikus zenekar is szerepelt. A 16 perces Salisbury jól példázta az együttes progresszív rockos törekvéseit, melyben nagy szerepet játszott, hogy a lemez dalait nagyrészt a billentyűs Ken Hensley írta. Hensley innentől az együttes fő dalszerzőjének tekinthető, ő szerezte a Salisbury album slágerét, a Lady in Black-et is. A dal az együttes legnagyobb slágerének is tekinthető, mely azonban csak 1977-ben jelent meg kislemezen. A felvétel Németországban hetekig vezette a listákat és Arany Oroszlán (a Grammy-díj német megfelelője)-díjban részesült. A lemez ismét vegyes kritikákat kapott, a Rolling Stone továbbra sem ölelte keblére a zenekart. Az Allmusic kijelentette, hogy a lemez kiválóan egyesíti a heavy metal erejét és a progresszív rock komplexitását. A megjelenést követően Keith Baker elhagyta a zenekart, helyére Ian Clarke került. Clark korábban a szintén a Vertigóhoz tartozó Cressida zenekarban játszott. Clarke csatlakozását az első amerikai turné követte, olyan zenekarok társaságában, mint a Steppenwolf vagy a Three Dog Night.

### Look at Yourself, Demons and Wizards, The Magician's Birthday (1971-1973)
1971-ben az együttes menedzsere Gerry Bron létrehozta a Bronze lemezcéget, így a Uriah Heep harmadik, Look at Yourself című nagylemeze már itt jelenhetett meg 1971. szeptemberében (USA) és októberében (Anglia). A felvételek Londonban, a Lansdowne stúdióban készültek Gerry Bron producerkedésével. Bron egy későbbi nyilatkozata szerint a zenekar ekkorra találta meg saját stílusát. A Look at Yourself folytatta az együttes korábban megismert progresszív hatásokban bővelkedő hardrock-hangzását, melyben nagy szerepet kaptak Byron balladisztikus dalszövegei is. Egyesek szerint ez a lemez az együttes csúcsteljesítménye, mely olyan klasszikusokat tartalmazott, mint a címadó Look at Yourself, a Tears In My Eyes vagy az epikus July Morning. Utóbbit az együttes rajongói gyakran említik együtt a Led Zeppelin Stairway to Heaven és a Deep Purple Child in Time klasszikusaival. Ken Hensley az együttes fejlődésének egy fontos pontjaként jellemzi a dalt, melyben a balladisztikus hangvétel fokozatosan vált át egy keményebb hangzású hard rockba. A korong emellett olyan sikerdalokat tartalmazott még, mint a Love Machine, a What Should Be Done vagy az I Wanna Be Free.
A lemez borítóján két szem alatt egy tükör található, amelyben a korong tulajdonosa saját magát pillanthatja meg. Erre utal a lemezcím („Nézz önmagadra”) is, miszerint mindenki számára mást jelent a zene, így mindenki mást fog látni a tükörben is.
A Look at Yourself kereskedelmileg az addigi legsikeresebb lemezük lett, mely a 39. helyig kúszott fel a brit albumlistán.
1971-re mindenki számára világossá vált, hogy Box, Byron és Hensley képezi az együttes magvát. Hármajuk körül hamarosan megindultak a tagcserék, melyek gyakorlatilag végígkísérték a Uriah Heep pályafutását. 1971-ben Paul Newton távozott, őt egy rövid ideig Mark Clarke váltotta. Hamarosan Lee Kerslake lett az együttes dobosa, aki korábban Hensley mellett játszott a The Gods soraiban, majd csatlakozott az Új-Zélandról származó basszusgitáros Gary Thain is. Thain korábban Keef Hartley zenekarában játszott, a Uriah Heep tagjaként a zenekar amerikai turnéján mutatkozott be.
Az új tagokkal felálló együttes 1972. márciusában vonult stúdióba, hogy rögzítse negyedik nagylemezét. Az 1972. május 19-én megjelenő Demons and Wizards ismét egy ereje teljében lévő zenekart mutatott. A korong minden korábbi rekordjukat megdöntötte, Angliában a 20. helyre, míg az Amerikai Egyesült Államokban a 23. helyre került.
A ma már az együttes egyik legkiemelkedőbb albumaként számon tartott Demons and Wizards dalszövegei tele voltak misztikus utalásokkal, középkori mítoszokkal. Erre utalt a nagy műgonddal megfestett lemezborító is. A korong olyan sikerdalokat tartalmazott, mint az Easy Livin', a Rainbow Demon vagy a The Wizard. Utóbbi dal érdekessége, hogy társszerzője az a Mark Clarke, aki csak néhány hónapig volt az együttes tagja.
Ugyan a dalszövegek egységesen a fantasy világában íródtak, Hensley kijelentette, hogy nem egy konceptalbum született.

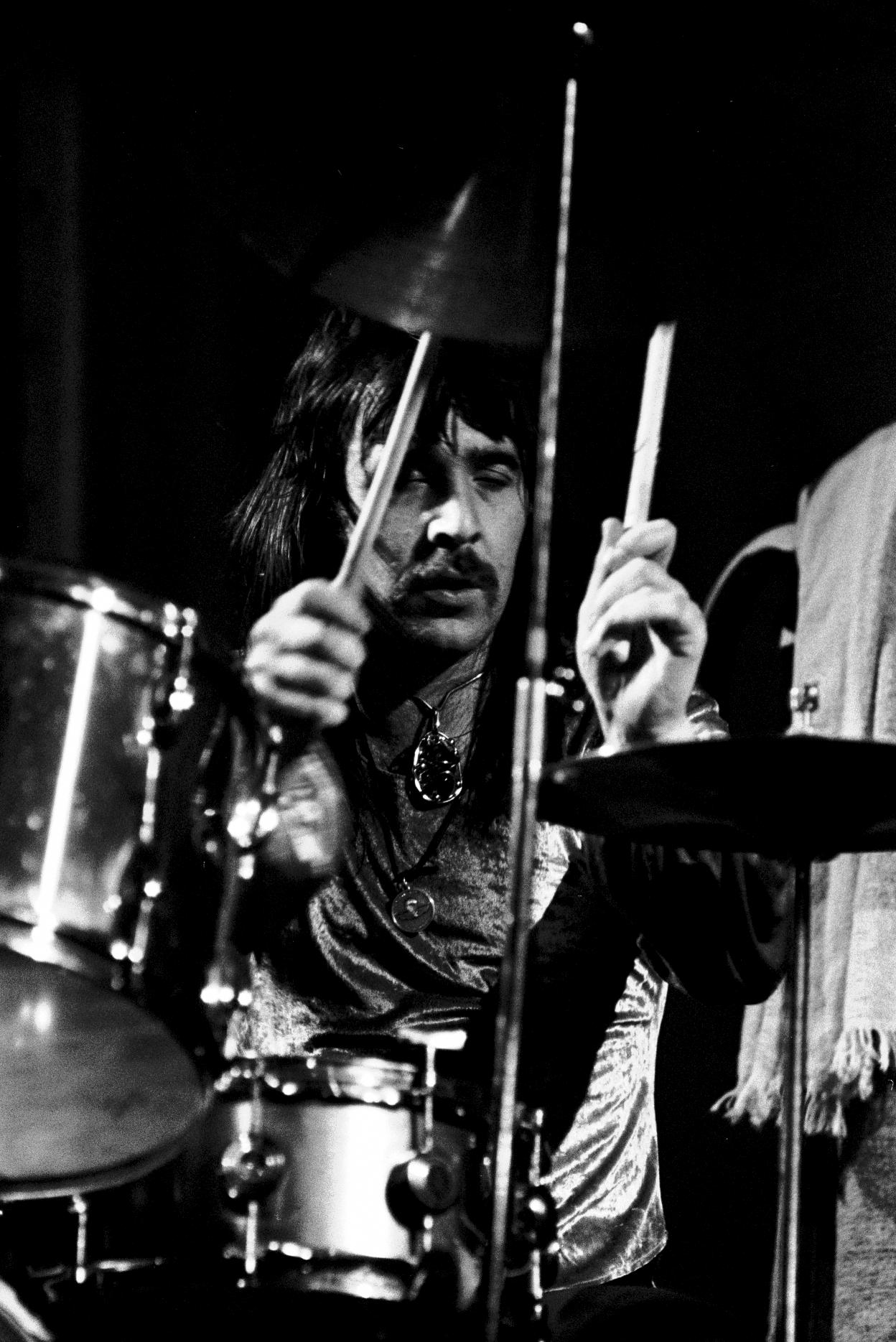
Lee Kerslake 1971-ben csatlakozott a zenekarhoz. A fotó 1973-ban Németországban készült

A korong pozitív kritikákban részesült, mind a kritikusok, mind a rajongók úgy tekintenek az albumra, mint a Uriah Heep életmű legkiemelkedőbb darabjára. Az AllMusic szerint megszilárdította a Uriah Heep hírnevét, a zenekart pedig „gótikus heavy metal” mestereiként jellemezte.
Kislemezen a The Wizard és az Easy Livin is megjelent, melyek közül az utóbbi a Billboard Hot 100 listán a 38. helyet érte el. Az együttes kreativitását bizonyítandó, hat hónap elteltével megjelent a következő nagylemez, a The Magician's Birthday. Az albumot ismét a Lansdowne stúdióban rögzítették, Gerry Bron producerkedésével. Az album nemcsak színvonalában, de a kereskedelmi sikerekben is meg tudta ismételni elődje sikereit. Amerikában a 31., míg Angliában a 28. helyig sikerült jutnia a listákon. A korongon olyan népszerű dalok szerepeltek, mint a Sunrise, vagy a kislemezként is megjelent Sweet Lorraine, melynek köszönhetően amerikában is egyre ismertebb lett a zenekar neve. Az epikus, 10 perc feletti címadó dal érdekessége Hensley és Byron „énekpárbaja”, de a dalban Box is megmutatta kreativitását egy hosszas gitárszóló képében. Az album sikerét bizonyítja, hogy 1973. január 22-én bearanyozódott, de az együttes koncertjei iránt is nagy volt az érdeklődés.
A The Magician's Birthday kritikái ismét pozitívak voltak, a Melody Maker 1973-ban úgy írt az együttesről, mint egy „kiforrott személyiséggel” rendelkező zenekarról.

### Uriah Heep Live, Sweet Freedom, Wonderworld, Return to Fantasy (1973-1975)
1973-ra a Uriah Heep keresett koncertzenekarrá vált, leginkább Európában volt irántuk nagy a kereslet. Az együttes koncertjeinek középpontjában rendre a karizmatikus színpadi egyéniség, David Byron állt, de Hensley is jelentős színpadi egyéniségként vált ismertté.
1973 januárjában Birmingham városában adtak koncertet, melyet rögzítettek is egy jövőbeli koncertlemez megjelentetése céljából. A Uriah Heep Live 1973. tavaszán jelent meg, majd hamarosan aranylemezzé vált. Az egy 8 oldalas füzetet is tartalmazó dupla album hűen tükrözte a zenekar erőteljes koncertjeit, mely ma már az együttes diszkográfiájának klasszikus darabja. Ezt egy japán turné követte, melyből részletek később VHS videókazettán is hozzáférhetővé váltak. Az angol adótörvények elől menekülve Franciaországban rögzítette következő nagylemezét a zenekar, ismét Gerry Bron produceri felügyelete alatt.
A Sweet Freedom című album 1973 szeptemberében jelent meg. Az anyag sikeresebb volt, mint elődjei (angliában 18., az USA-ban 33. lett a listákon), zeneileg azonban jelentős változásokon ment keresztül az együttes. A Sweet Freedom egy jóval könnyedebb hangzás felé fordult, Mick Box gitárjai is a háttérbe szorultak. A korábbi fantasydalszövegek eltűntek, míg zeneileg megjelent a funk (Dreamer) és az akusztikus folk is (Circus).
Ken Hensley egyértelműen átvette az irányítást, aki egyúttal egy könnyedebb hangzás felé kezdte el terelni az együttest.
Kislemezként a Stealin' került kiadásra, mely jelentős sikereket ért el az Egyesült Államokban is.
Hensley 1973-ban kiadta első szólóalbumát, mely Proud Words On A Dusty Shelf címmel jelent meg. A következő album stúdiófelvételei a Németországban található Musicland Studiosban kezdődtek meg. Ez a stúdió az 1970-es évek közepére nagy népszerűségnek örvendett a rockegyüttesek körében, olyan zenekarok is megfordultak itt, mint a Deep Purple, a Led Zeppelin vagy a Rainbow. Ennek ellenére a Uriah Heep kudarcként élte meg a stúdiózást, melynek oka a zenekaron belüli feszültség volt. A tagok állandóan a zenekari jogdíjakról vitatkoztak, de súlyosbította a helyzetet Byron is, aki a stúdióidő nagy része alatt részeg volt. Ken Hensley magánügyi problémákkal küszködött, Box volt az, aki próbálta egyben tartani a zenekart. A legsúlyosabb gondokkal azonban a basszusgitáros, Gary Thain küzdött. A kimerítő turnék során Thain olyannyira rászokott a heroinra, hogy az már a stúdiózást is hátráltatta. Az együttes hetedik nagylemeze 1974 júniusában Wonderworld címmel jelent meg. Az anyag kapcsán már kevésbé részesült pozitív kritikákban az együttes. A korong nem tartalmazott később slágerré vált dalt, zeneileg pedig az előző korongon megkezdett könnyedebb irányvonalat folytatták. Hensley billentyűs hangszerei ezennel hangsúlyosabb szerepet kaptak, mint korábban, ennek eredményeként Box gitárja ismét háttérbe szorult.
A megjelenést újabb turné követte, mely Dallasban tragédiába torkollott. Koncert közben Gary Thaint olyan erősségű áramütés érte, hogy kórházba kellett szállítani. Thain miután elhagyhatta a kórházat, összeveszett az együttes menedzserével és producerével, Gerry Bronnal. Vitájuk tárgyát a zenekari jogdíjak képezték. Thain továbbra is súlyos kábítószerfüggőségben szenvedett. 1975. december 8-án Norwood Greenben található házában holtan találtak rá, miután túladagolta magát.

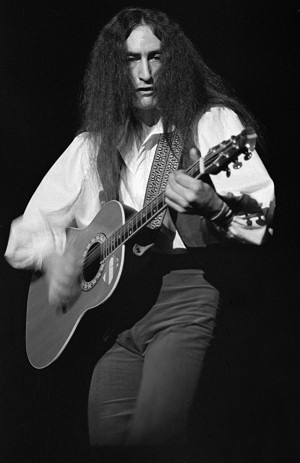
Ken Hensley nagymértékben hozzájárult ahhoz, hogy a zenekar a 70-es évek közepétől egyre poposabb lemezeket készített. A fotó 1977-ben készült

Helyére John Wettont szerződtette a zenekar, aki korábban a King Crimson tagjaként vált ismertté. Box úgy nyilatkozott a váltásról, hogy nagyon megkönnyebbült, mikor rájött, hogy Wetton képében egy megbízható társra talált. 1975-ben a zenekar ismét stúdióba vonult, hogy rögzítse következő nagylemezét. A helyszín a London városában található Lansdowne és Morgan stúdiók voltak. A lemezfelvételeket ismét Gerry Bron irányította, maga az album pedig 1975 májusában jelent meg Return to Fantasy címmel. Az anyag ismét egy progresszívabb irányba indult el, mely két elődjével ellentétben végig magas szintet képviselt. A korong meseszerű, epikus részeket tartalmazott, míg Hensley gyakran használt szokatlan hangszíneket. Kislemezként a címadó dal és a Prima Donna jelent meg, előbbi a listákon is előkelő helyen szerepelt.
A megjelenést újabb hosszas turné követte, mely során ismét tragédia érte a zenekart. Mick Box leesett a színpadról, aminek következtében súlyosan megsérült a jobb karja. Azonban a turnét nem szakították félbe, Box éjszakánként háromszor injekciózta magát, hogy elviselje fájdalmait.
1975 novemberében egy The Best of Uriah Heep című válogatásalbum került a boltok polcaira, majd Byron jelentkezett szólóalbummal. A Take No Prisoners felvételeiben Box és Lee Kerslake is részt vett, az album pedig a Uriah Heep hangzásához hasonló progresszív hard rockot tartalmazott, mely minőség tekintetében is megállta a helyét a Uriah Heep korongokkal szemben. Byron lemezét követte Hensley második anyaga, mely szintén 1975-ben jelent meg Eager To Please címmel.

### High and Mighty, Firefly, Innocent Victim, (1976-1977)
1975 decemberében kezdődtek meg a kilencedik Uriah Heep-nagylemez munkálatai, melyek 1976 márciusáig tartottak. A High and Mighty címmel, 1976 júniusában megjelenő album jóval hard rockosabbra sikeredett, mind közvetlen elődei. A korongon John Wetton és Ken Hensley is kivette a részét az éneklésből, míg Mick Box játéka ismét nagyobb szerepet kapott. Ugyan az album nem érte el a 70-es évek elején született anyagok színvonalát, összességében azonban nagyon energikus lemezt írt a zenekar. A kritika nem lelkesedett a korongért, az együttes pályáját pedig további nehézségek akadályozták. Bron egyre inkább több időt szentelt a zenekaron kívüli projektjeire (egy légitaxi-vállalatott indított el), melynek következtében a zenekar tagjai bejelentették, hogy a jövőben nem szándékozzák igénybe venni produceri szolgáltatásait. Bron ragaszkodott hozzá, hogy a zenekar vele készítse el jövőbeli nagylemezeit, mire Hensley megvádolta, hogy szándékosan hagyja figyelmen kívül a zenekar érdekeit.
Tovább rontotta a helyzetet, hogy az együttes koncertteljesítménye igencsak ingadozóvá vált az elmúlt időszakban, ami elsősorban David Byronnak volt köszönhető.
Byron alkoholfüggősége a színpadi teljesítményére is kihatott, de Bron elmondása szerint az utóbbi évek nehézségei is frusztrálták az énekest, aki így bánatát alkohollal próbálta orvosolni. 1976 júliusában egy Spanyolországban adott koncertet követően Byront kirúgták a zenekarból. Nem sokkal később Wetton jelentette be távozását. Hensley elmondása szerint Wettonnal zenei tekintetben nem volt probléma, de emberileg nem illett a zenekarba.
Byron ezt követően szólólemezeket készített, majd az 1980-as évek elején létrehozta a The Byron Band formációt. 1985. február 28-án egy epilepsziás roham következtében életét vesztette.
Wetton később számtalan helyen megfordult, de legnagyobb sikereit az Asia tagjaként érte el.
Wetton helyére Trevor Bolder került, aki korábban David Bowie és Mick Ronson mellett dolgozott. Énekesként olyan jelöltjei voltak a zenekarnak, mint David Coverdale (Deep Purple, Whitesnake), Ian Hunter (Mott the Hoople) vagy Gary Holton (Heavy Metal Kids). Végül John Lawton lett az együttes énekese, aki korábban a Lucifer's Friend és a Les Humphries Singers formációkban énekelt. Érkezésével az együttes végleg eltávolodott a fantasydalszövegektől, zeneileg pedig egyre inkább a pop-rock felé mozdult el.
1976 októberében és novemberében kezdődtek el a következő album munkálatai, melynek producere a korábbi viták ellenére ismét Gerry Bron volt. A Firefly címet kapott album 1977 februárjában jelent meg. A lemez minden korábbinál slágeresebb zenét tartalmazott, melyre nagyban rányomta bélyegét Lawton bluesos hangja.
A korongon erősen megfogyatkoztak a gitárszólók, de Kensley is egyre többet játszott a kornak megfelelő hangzású szintetizátorokon. Érdekesség, hogy a Who Needs Me című dalt teljes egészében Kerslake írta.
A korongot nagyrészt bizakodóan fogadta a kritika, a Record Mirror „életerősnek és bizalommal telinek” nevezte a zenekart, míg az Allmusic dicsérte Lawton érzelemgazdag hangját és hozzátette, hogy ugyan korántsem rendelkezik olyan széles hangterjedelemmel, mint elődje, de képes karaktert adni a daloknak.
A lemez amerikai turnéja a Kiss társaságában zajlott, Paul Stanley elmondása szerint a Uriah Heep estéről estére kiváló formában játszott.
1977 júliusában ismét stúdióba vonult a zenekar, hogy felvegye az Innocent Victim című következő nagylemezt. Bron mellett ezennel Ken Hensley is kivette a részét a produceri munkálatokból az 1977. novemberében megjelent album felvételei során. Zeneileg az Innocent Victim folytatta elődjei irányát, melyre ismét slágeres rockdalok és popballadák kerültek fel, az USA AOR piacát megcélozva. A dalok ismét minőségi hangszerelést kaptak, melyekben nagyrészt Lawton és Hensley játszotta a főszerepet. 1977-ben megjelenése után hat évvel kislemezen is megjelent az együttes legismertebb slágere, a Lady in Black , melynek következményeként megnőtt a kereslet az együttes iránt, elsősorban Németországban. Így az Innocent Victimből csak Németországban több mint egymillió példány talált gazdára, a Lady in Black mellett pedig a Free Me és a Wise Man is bekerült a német Top 20-ba. A Free Me című szerzemény (mely az Allmusic kritikája szerint erősen hajaz az Eagles stílusára) Új-Zélandon listaelső lett.

### Fallen Angel, Conquest, Abominog, (1978-1982)
1978 áprilisában ismét stúdióba vonultak, hogy rögzítsék a következő nagylemezt. A Fallen Angel munkálatai 1978 áprilisától az év augusztusáig tartottak, ismét Bron és Hensley producerkedésével. A dalszerzésbe Lawton is aktívan belefolyt, így a Fallen Angel minden korábbinál poposabb dalokat tartalmazott, Mick Box játéka pedig olyan zenekarokhoz hasonlított, mint a The Police.
A korongot hűvösen fogadták a kritikusok, mely az AllMusic elmondása szerint inkább volt egy AOR album, mintsem az együttes korai éveire jellemző hard rock. A pozitív vélekedők táborát erősítette a Sounds, mely négy csillaggal jutalmazta a lemezt, a lehetséges ötből. Mivel Lawton egyre inkább belefolyt a dalszerzésbe, egyre több lett a vita az együttes tagjai között. Főleg Lawton és Hensley viszonya vált egyre hűvösebbé, ami végül szakításhoz vezetett. A Belgiumban megrendezésre kerülő Bilzen fesztiválon játszott utoljára Lawton a zenekarral, majd egy szólóalbummal jelentkezett 1980-ban.
Utódja a Lone Star énekese John Sloman lett, aki jóval fiatalabb volt a zenekar többi tagjánál. Sloman az éneklés mellett zongorán és gitáron is játszott, Box pedig egy későbbi nyilatkozatában a „sokoldalú” jelzővel illette. Sloman érkezése után azonban Lee Kerslake bejelentette távozását. 1979-ben az együttes bevonult a The Roundhouse stúdióba, hogy rögzítse a következő nagylemezt. A dobok mögött Chris Slade segítette ki az együttest, aki korábban a Manfred Mann's Earth Bandben is megfordult. A Conquest címmel 1980 februárjában megjelent anyagot ismét Bron és Hensley producelte, zeneileg pedig egy rádióbarát, az AORhoz közelítő album született. Sloman elődjénél magasabb hangfekvésben énekelt, hangja leginkább Glenn Hughes orgánumára hajazott. Az album ugyan nagyrészt pozitív kritikákat kapott (a Record Mirror maximális pontszámmal jutalmazta), ennek ellenére Box „zavarosnak” nevezte az anyagot, Bolder elmondása szerint, pedig az anyagon erőteljesen hallható az a „rendetlenség” mely akkoriban körülvette a zenekart.
A zenekar továbbra is sikerrel koncertezett, 1980-ban lebonyolítottak egy 10 éves jubileumi turnét is, a Girlschool előzenekarral.
Hensley egyre csalódottabbá vált elsősorban Sloman miatt. Hensley szerint Sloman nem volt megelégedve a pozíciójával, és azt vette észre, hogy az énekes nem úgy énekli az általa írt dalokat, mint ahogy elvárná tőle. Hensley a dolgot megelégelve 1980 szeptemberében bejelentette távozását.
A lekötött angol koncerteken Sloman jóbarátja, a kanadai Gregg Dechert segítette ki a zenekart. Sloman 1981-ben kilépett, hogy Gary Moore zenekarában folytathassa pályafutását, de Chris Slade sem maradt sokáig. Box megkereste az együttes korábbi énekesét David Byront, de nem járt sikerrel. Trevor Boldernek elege lett Gerry Bronból és az együttes menedzsmentjéből így hamarosan kilépett, hogy a Wishbone Ash tagja lehessen, és ezután Dechert is távozott. Box 1981-re egymaga maradt. A Uriah Heep nevet levédette magának,
de elvesztette a zenekarba vetett hitét. Elmondása szerint magára zárta lakásának ajtaját, és két napig csak ivott, miközben sajnálta önmagát.
Miután összeszedte magát, újra Lee Kerslake-kel zenélt együtt (ő akkoriban Ozzy Osbourne zenekarában bukkant fel). Kerslake hozta magával a basszusgitáros Bob Daisleyt, aki korábban szintén Ozzy mellett zenélt. A billentyűs hangszerek mögé John Sinclair ült; ő korábban a Heavy Metal Kids zenekarban és egy Gary Farr's Lion nevű együttesben is játszott. Énekesként azt a Peter Goalbyt szerződtették, aki korábban a Glenn Hughes által fémjelzett Trapeze együttes tagja volt. 1981 októberében stúdióba vonult az új felállású Uriah Heep, hogy rögzítse tizennegyedik nagylemezét. A felvételeket decemberben fejezték be, a producer pedig Ashley Howe volt. Ez volt az első alkalom, hogy az együttes nem Gerry Bronra bízta a produceri munkát.

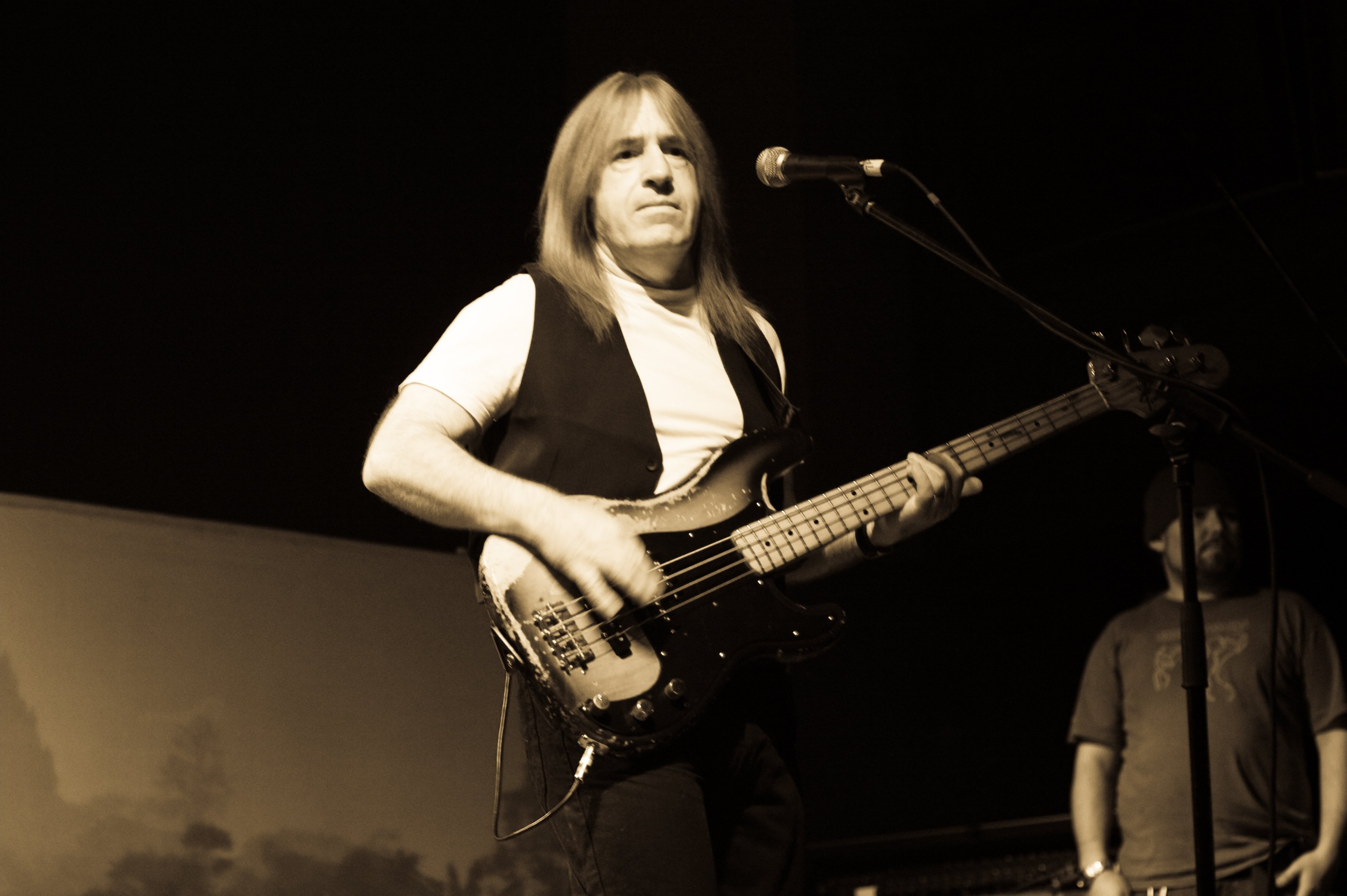
Trevor Bolder 1977-ben lett a Uriah Heep tagja. 1981-ben kilépett, de 1983-as visszatérésétől 2013-as haláláig ő volt az együttes basszusgitárosa. A fotó 2008-ban készült

Az Abominog címmel 1982 márciusában megjelenő anyag egy sokszínű zenekart mutatott, melynek hangzásában a progresszív rock is helyet kapott az AOR mellett. Ugyan a korong egyes pontjai visszautaltak a 70-es évekre, ennek ellenére az Abominog még így is az olyan amerikai együttesek világához állt közel, mint például az Asia. A korong hangzását nagyban befolyásolta Sinclair, aki sokrétű felfogásban használta szintetizátorait.
A lemezt egy Abominog Junior című EP vezette fel. Maga a nagylemez remek kritikákat kapott, az újonnan létrejött heavy metal magazin a Kerrang! nemcsak maximális pontszámmal jutalmazta, de azt is kijelentette, hogy ez az együttes „legérettebb” és talán legjobb albuma — a közvélekedés szerint is ez az egyik legjobban sikerült album az együttes hosszú katalógusában. A listákon is jól teljesített: az Amerikai Egyesült Államokban az 56. helyet sikerült megszereznie. A zenekar a Monsters of Rock fesztiválon is sikerrel lépett fel.

### Equator, Raging Silence, (1983-1989)
1983 januárjától az év márciusáig tartottak a következő album felvételei, mely Head First címmel 1983 májusában jelent meg. A producer ismét Ashley Howe volt, aki Goalby elmondása szerint az együttes hatodik tagjának is tekinthető. Zeneileg ismét egy AOR közeli album született, mely ha nem is sorolható a zenekar legjobb munkái közé, ismét pozitív kritikákban részesült. Az Allmusic pozitívan írt az anyagról, megjegyezte, hogy a dalok kiválóan egyesítik a heavy metal erejét az AOR csillogásával. A korongról a Lonely Nights vált slágerré, ami egy Bryan Adams feldolgozás. A dal Adams előadásában egy évvel korábban volt óriási sláger, ami azért jelezte, hogy a Uriah Heep nem a Head First lemezzel ért fel kreativitása csúcsára.
Daisley a megjelenést követően elhagyta az együttest, hogy visszatérjen Ozzy Osbourne mellé. Helyére a régebbi társ Trevor Bolder érkezett.
Az Abominog és a Head First albumok felfrissítették az együttes hangzását, így egy fiatalabb, a heavy metalért rajongó közönséghez is sikerült eljutniuk.
Ezt a tényt segítette az is, hogy ezen albumok kiadásakor olyan előadókkal turnéztak az Amerikai Egyesült Államokban, mint a Rush, a Judas Priest vagy a Def Leppard. Joe Elliot a Def Leppard énekese úgy nyilatkozott az együttesről, mint a legjobb zenekarról akivel valaha is együtt turnézott. Elmondta, hogy nagyra becsüli a zenekart, mivel a tagoknak nincs nagy egójuk, és hozzátette, hogy sokat tanult tőlük a közös koncertek alkalmával. Az együttes menedzsere már a kezdetek óta Gerry Bron volt, aki egyben a Bronze Records lemezcéget is működtette. A Bronze 1983-ra azonban olyan szinten eladósodott, hogy tönkrement. A zenekar miután befejezte Ázsiában és Dél-Amerikában lekötött koncertsorozatát, leszerződött a CBS Recordshoz. Új menedzserük pedig Harry Maloney lett.
1985-ben jelent meg az együttes új albuma az Equator. A lemez minden tekintetben folytatta a Head First irányvonalát. A keverés során a basszusgitárt sikerült a háttérbe szorítani, a központban ezúttal is a szintetikus hangzású billentyűs hangszerek voltak. A lemezt bukásként könyvelhette el a zenekar, mert kereskedelmileg sem lett sikeres, de a kritikusok is rendre negatívan nyilatkoztak róla.
A megjelenést követően ismét turnéra indult a zenekar, mely során Goalby egyre halványabb teljesítményt nyújtott. Az énekes teljesen kimerült a körút során és a hangszálaival is komoly problémák adódtak. Hamarosan távozott a zenekarból, csakúgy mint a billentyűs hangszereken játszó John Sinclair, aki Ozzy Osbourne együtteséhez csatlakozott. Helyére Phil Lanzon került, aki korábban a Grand Prix és a Sad Café soraiban játszott.

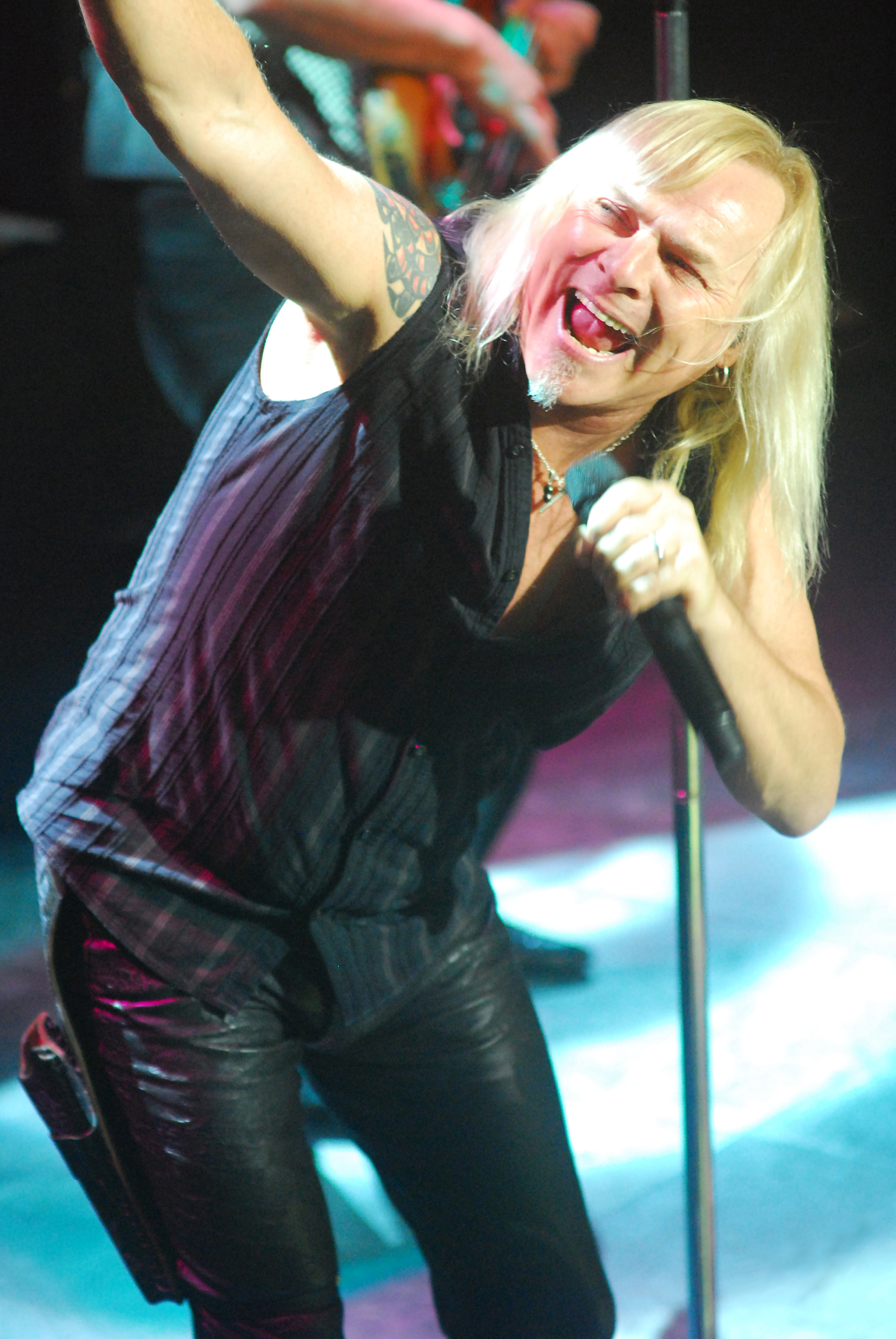
Bernie Shaw 1986 óta tagja az együttesnek

A lekötött koncerteket Stef Fontaine énekessel fejezték be, aki azonban gyenge teljesítménye miatt, csak az amerikai turné idejéig volt a zenekar tagja.
Fontaine az egykori Grand Prix, Praying Mantis és Stratus vokalistát Bernie Shawt ajánlotta, aki nagy megtiszteltetésnek vette, hogy a Uriah Heep tagja lehet.
A Box-Shaw-Bolder-Lanzon-Kerslake felállás volt az együttes első olyan felállása, mely hosszú éveken át működőképesnek bizonyult. 1986-tól egészen 2007-ig volt együtt az ötös, mely először turnéra indult 1986/1987-ben többek között Németországot, Hollandiát, Japánt, Oroszországot és Skandináviát érintve. 1987-ben első nyugati zenekarként adtak koncertet az egykori Szovjetunióban, miután az ország elnöke Mihail Gorbacsov bevezette a Glasznosztyt. Moszkva városának olimpiai stadionjában tíz egymást követő este adott koncertet az együttes. A tíz nap alatt több mint 180.000 ember látta a zenekart, Bernie Shaw pedig a The Beatles mániához hasonlította az eseményt. Az esemény a nemzetközi sajtóban is nagy visszhangot váltott ki, mely nemcsak a Uriah Heep, de a nyugati zene áttörését is jelentette a cikkek szerint. A koncerteket rögzítették, melyeket a Live In Moscow koncertalbum örökített meg. A kiadványra három új dal is felkerült, majd a zenekar további telt házas koncerteket adott a vasfüggöny mögött. Felléptek Csehszlovákiában, Kelet-Berlinben és Bulgáriában is.

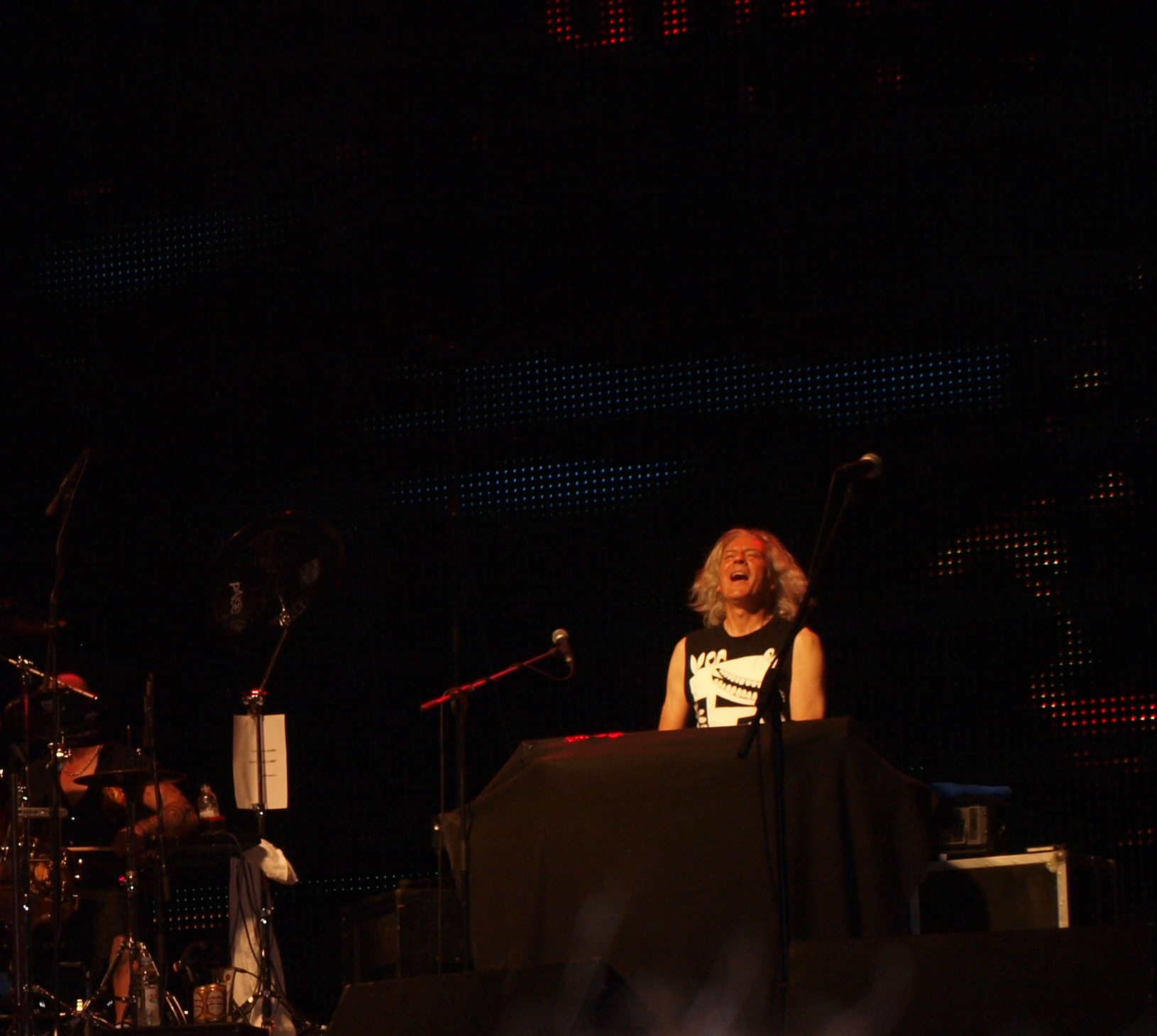
Phil Lanzon 1986 óta tagja az együttesnek

A sikerek hatására anglia is örömmel fogadta az együttest, 1988 augusztusában a Reading fesztiválon adtak nagy sikerű koncertet. Ezt egy kisebb turné is követte az országban, a The Dogs D'Amour társaságában.
1989-ben megjelent a zenekar következő nagylemeze a Richard Dodd producerkedésével készült Raging Silence. Az album egyfajta átmenetet képez a korábbi AOR és a nyersebb hard rock között, melyen ismét nagyobb szerep jutott a Hammond orgonának is. A korongon egy Argent feldolgozás is hallható a Hold Your Head Up képében, mely kislemezen is megjelent. A korongról a Blood Red Roses című dalt is kiadták kislemezen, melyet az együttes korábbi énekese Pete Goalby írt. A Raging Silence volt az első olyan Uriah Heep lemez, mely CD formátumban is megjelent. Az eredeti bakelit verzió belsejében pedig a dalszövegek is olvashatóak voltak. A megjelenést követően az együttes folytatta a koncertezést, felléptek Lengyelországban, Szovjetunióban, Kelet-Berlinben és hat koncert erejéig Brazíliában is. Trevor Bolder úgy nyilatkozott az együttesben töltött legutóbbi két évéről, mint a zenekarban töltött legszebb időkről. A Raging Silence megjelenése után is tettek egy angliai turnét, de Nottinghamben egy TV fellépést is elvállaltak.

### Different World, Sea of Light, Sonic Origami (1990-2007)
1990-ben az együttes fennállásának 20. évfordulója alkalmából válogatáslemezek, és újrakiadások láttak napvilágot. A következő album munkálatai 1991 legelején kezdődtek, a produceri teendőket pedig az együttes basszusgitárosa Trevor Bolder vállalta magára. A Different World címet kapott album, 1991 februárjában jelent meg, mely zeneileg a korábbi albumokkal szemben egy határozott lépést tett a hard rock felé, annak ellenére, hogy Shaw énekstílusa továbbra is az amerikai AOR zenekarokat idézte. Az elődjeinél energikusabb hangzású korong egy részén Kerslake mellett Brett Morgan is dobolt. A Different World volt az együttes első olyan lemeze, melyről egyetlen kislemez sem jelent meg Angliában. A korongot nagyrészt negatívan fogadták a kritikusok az AllMusic „nyájasnak” minősítette a korongot. Kereskedelmi szempontból sem volt sikeresnek nevezhető a korong, melynek megjelenését újabb koncertek követték. A megjelenés után az együttes leszerződött a Legacy Recordshoz, majd ismét aktív turnézásba kezdett. Közben olyan válogatáslemezek is napvilágot láttak, mint az 1991-es Rarities from the Bronze Age vagy a korábban kiadatlan, az együttes korai éveire koncentráló dalokat tartalmazó The Lansdowne Tapes.
A következő nagylemezig egészen 1995-ig kellett várniuk a rajongóknak, mely Sea of Light címmel jelent meg. Az anyagot a Castle Records adta ki, a borítót pedig Roger Dean festette. Zeneileg az együttes visszatért az 1970-es évek eleji lemezeiket jellemző hard rockhoz, melyben ismét nagy szerepet kapott a Hammond-orgona. Shaw is énekstílust váltott, ezen a korongon nagymértékben idézte az egykori David Byron stílusát, de Mick Box és Lee Kerslake is keményebb hangnemben játszott, mint a korábbi albumokon.
A Kalle Trapp producerkedésével készült album pozitív kritikákban részesült. Donald A. Guarisco az Allmusic kritikusa kijelentette, hogy jót tett az együttesnek, hogy az utóbbi évek pop metal lemezeivel szemben visszatértek a Look at Yourself albumot idéző, misztikus hangulatú heavy metalhoz.

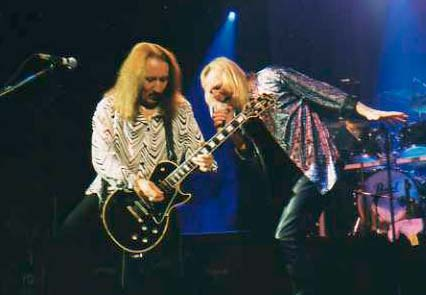
Box és Shaw előadás közben. A fotó 2001-ben készült

Miután a Sea of Light album turnéja is lecsengett, az együttes 1998-ban stúdióba vonult, hogy rögzítse következő nagylemezét. A produceri munkálatokat Pip Williams személyére bízta az együttes, az album pedig Sonic Origami címmel jelent meg 1998 szeptemberében. A korong a Sea of Light albumon megkezdett utat folytatta tovább, vagyis ezúttal is egy Hammond és gitárcentrikus hard rock album született.
Bernie Shaw énekstílusában ismét a David Byron fémjelezte Uriah Heep albumokat idézte, míg Mick Box a dalok egy részében előszeretettel kísérletezett új hangszínekkel. A lemezt a Between Two Worlds című dal nyitotta, mely az együttes korábbi tagjainak David Byronnak és Gary Thainnek lett dedikálva.
A korong fogadtatása ismét pozitív volt, Steve Huey az Allmusic kritikusa is dicsérő szavakkal illette az együttest.
A megjelenést követően a zenekar végigturnézta az 1999-es esztendőt, majd kiadta a The Legend Continues DVD-t.
Ezt újabb angol fellépések követték, melyek során 2001. december 7-én Londonban Ken Hensley és John Lawton is színpadra lépett a zenekarral. Ez a későbbiekben többször is megismétlődött, Hensley és Lawton a The Magician's Birthday című dal előadása során csatlakozott egykori társaihoz. Ezt követően az együttes csaknem 10 évig nem készített új lemezt, a 2000-es évek első felében nagyrészt a korábbi sikerdalokkal indultak turnéra. A koncertek alkalmával rendre felléptek Angliában is, többször adtak koncertet a London városában található, 2009. január 15-én bezárt London Astoriában is.
Mick Box ez idő alatt kezébe vette a zenekar menedzselését, munkáját Simon Porter menedzser is segítette.

### Wake the Sleeper, Into the Wild (2007-napjainkig)
2007 elején a dobos Lee Kerslake egészségügyi problémák miatt bejelentette távozását. Utódját hamar megtalálta az együttes, márciusban bejelentették Russell Gilbrook csatlakozását. Ezt követően bevonultak az angol Chapel stúdióba, hogy rögzítsék az 1998-as Sonic Origami album folytatását. A Wake the Sleeper címet kapott anyag eredetileg, már 2007-ben megjelent volna, de az Universal 2008. június 2-ára csúsztatta a megjelenést. Az album produceri munkálatait Mike Paxman végezte, a lemez pedig egy ereje teljében lévő zenekart mutatott. A kritikusok pozitívan nyilatkoztak az albumról, sok író megjegyezte, hogy a zenekar már régen volt ennyire jó formában, mint az album felvételei alatt.
Az albumot a Classic Rock magazin egyenesen az „év albumának” nevezte.
A megjelenést követően az együttes ismét stúdióba vonult, hogy felvegyék a 40 éves fennállásukat megünneplő Celebration lemezt. A korongra 12 klasszikus dal került fel, melyeket az együttes Mike Paxman produceri felügyelete mellett újra feljátszott, de az Only Human és a Corridors of Madness képében két vadonatúj szerzemény is felkerült a korongra.
Az anyag kapcsán Chris Kee a Powerplay kritikusa kifejtette, hogy a válogatás jól bemutatja az együttes dicső múltját, valamint 9 ponttal jutalmazta a korongot a lehetséges 10-ből. A megjelenést egy amerikai turné követte, mely eredetileg 2010 júniusában indult volna, de a zenekar vízumproblémái miatt meg kellett változtatni az eredeti terveket. A turné első állomása a BB King's-ben volt New Yorkban.
Ezt a londoni Victoria parkban megrendezett High Voltage Fesztiválos fellépés követte, mely során az együttes a progresszív rock zenekarok számára fenntartott színpadon lépett fel. A koncert során teljes hosszúságában előadásra került az 1972-es Demons and Wizards album is, de az este folyamán a Whitesnake egykori gitárosa Micky Moody is megjelent a színpadon, hogy slide gitárjával egészítse ki az együttes hangzását.
2010 decemberében ismét stúdióba vonult az együttes, hogy rögzítse 23. nagylemezét. A felvételek 2011 februárjáig tartottak ismét Mike Paxman producerrel. Paxman munkájával az együttes is elégedett volt, a 70-es évek vége óta nem volt rá példa, hogy az együttes három lemezen át dolgozzon egy producerrel. Paxman korábban olyan együttesekkel dolgozott, mint az Asia vagy a Status Quo. Az Into the Wild címet kapott album, 2011 április 15-én jelent meg Európában, a Frontiers Records gondozásában. Észak-Amerikában május 3-án vált hozzáférhetővé az anyag, mely ismét remek kritikákat kapott. Az album a Media Control Charts listán a 32. helyre jutott, mely a Blabbermouth összegzése szerint hosszú évek óta az együttes legjobb helyezése.
A Loudmouth magazin elmondása szerint az album olyan zenét tartalmaz, mely alapján elképzelhető, hogy a Uriah Heep az elmúlt 30 évben csak az 1970-es évek elején készült saját lemezeit, valamint az Ian Gillan nevével fémjelzett Deep Purple albumokat hallgatta. Valamint hozzátette, hogy egy, a trendeket figyelmen kívül hagyó album született, melyen az együttes végleg visszatért korai hangzásához.

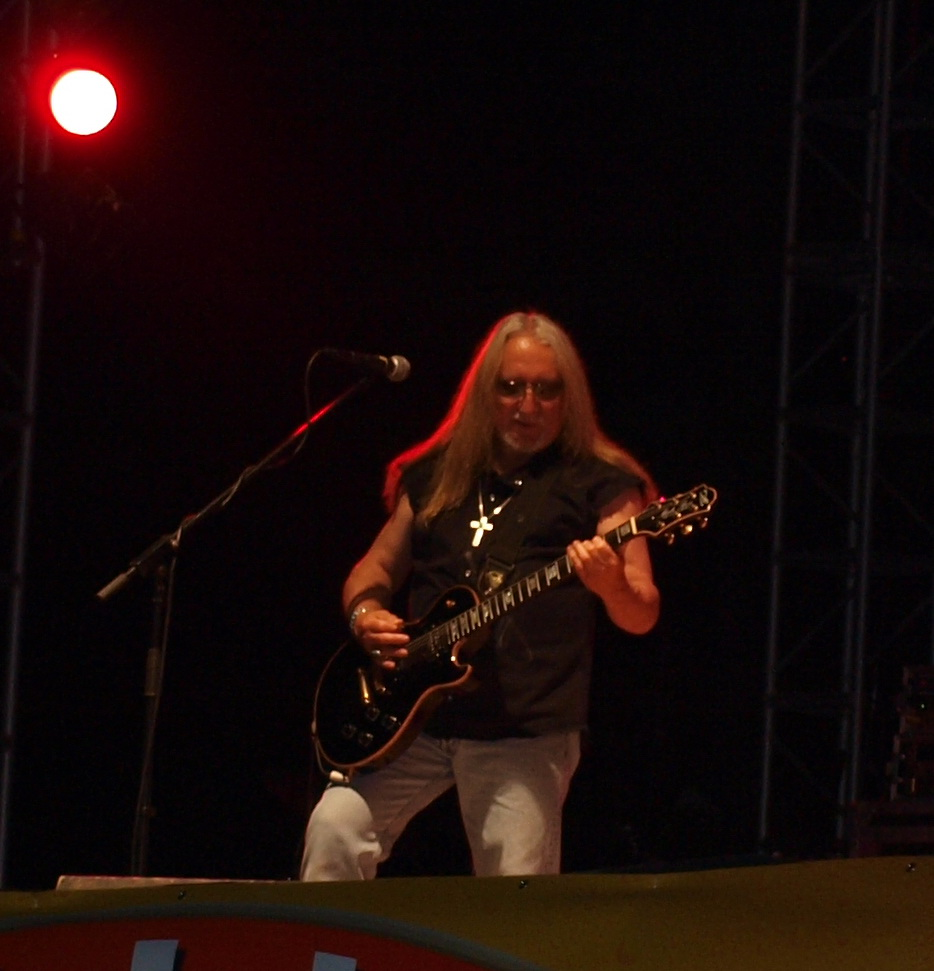
Mick Box több mint négy évtizede vezeti az együttest. A fotó 2009-ben készült

A Lords of Metal kifejtette, hogy az Into the Wild elismerésre méltó munka egy több mint 40 éves zenekartól, míg a Hard Rock Haven Mick Box és Bernie Shaw teljesítményét emelte ki.
Alan Holloway a Rock United kritikusa 7 ponttal jutalmazta a lemezt a lehetséges tízből, és kifejtette, hogy egy erős anyag született, hozzátéve, hogy az együttes jövőbeli koncertjeit sem érdemes elmulasztaniuk a rajongóknak.
A lemezt nyitó Nail On The Head című dalra klipet forgatott az együttes, majd bejelentették, hogy újabb turnéra indulnak, mely az Amerikai Egyesült Államokat júniusban érinti.
2013 májusában Trevor Bolder elhunyt rákban, jelenleg Dave Rimmerrel turnézik a zenekar.
2020 szeptemberében, szintén rákban (áttétes prosztatarák) elhunyt Lee Kerslake, az együttes korábbi legendás dobosa.
Nem sokkal utána, 2020 novemberében, 75 éves korában elhunyt Ken Hensley, a zenekar korábbi legendás billentyűse.
2021 júliusában, 74 éves korában tragikus hirtelenséggel elhunyt John Lawton, a zenekar korábbi énekese is.

## Zenei stílus
A Uriah Heep egy hard rock zenekar, melynek zenéjében megtalálhatóak a progresszív rock, de időnként a jazz és a country elemei is.
A fenti stílusok főleg az 1970-es évek elején készült lemezeiken voltak hallhatóak. Az együttes sajátos hangzásvilágát David Byron éneke mellett Ken Hensley billentyűjátéka is nagyban befolyásolta. A basszusgitár és a dob összjátéka, valamint Box játéka mellett az együttes gyakran használt szokatlan ütemeket, ritmusokat, melyek szintén a korai lemezek némelyik dalában figyelhetőek meg. Első lemezeiket a heavy metal egyik legkorábbi előfutáraiként tartják számon, melyek műfajra gyakorolt hatását gyakran a Led Zeppelin a Black Sabbath és a Deep Purple kortárs lemezeivel említik egy napon.
A korai lemezek ismérvét a dinamikus zene, a fátyolos dallamszerkezet, és a balladisztikus szövegek mellett az együttes fantasy iránti érdeklődése adta, melyek nemcsak a dalszövegekben, de gyakran a lemezborítókon is megjelentek.
Byron távozásával az együttes a 70-es évek második felétől egy poposabb hangzás felé vette az irányt. Ezeken a korongokon Box háttérbe szorult az együttes védjegyének is tekinthető Hammond-orgonát pedig egyre gyakrabban helyettesítették szintetizátorokkal. A korai lemezekre is jellemző hangsúlyos vokálok azonban itt is megmaradtak, így az együttest gyakran nevezik a „heavy metal Beach Boysának” is. Az 1980-as évek elején készült albumaikon a rádióbarát AOR zenét heavy metal hatásokkal társították, így egy fiatalabb rajongótábort is meg tudtak szólítani, de az évtized közepétől, ismét poposabb anyagokat adtak ki. Az 1990-es években egyre inkább előtérbe került Box játéka, miáltal a 2007-es Wake the Sleeper és a 2011-es Into the Wild már teljes mértékben az együttes korai lemezeit idézi.

## Jelenlegi felállás
- Mick Box – szólógitár/ének (1969–)
- Russell Gilbrook – dob (2007–)
- Dave Rimmer – basszusgitár (2013-)
- Bernie Shaw – énekes (1986–)
- Phil Lanzon – billentyűsök/ének (1986–)

## Felállások és albumok

### Stúdióalbumok
- Very ’eavy… Very ’umble (1970) – Uriah Heep címmel az Egyesült Államokban
- Salisbury (1971)
- Look At Yourself (1971)
- Demons & Wizards (1972)
- The Magician's Birthday (1972)
- Sweet Freedom (1973)
- Wonderworld (1974)
- Return To Fantasy (1975)
- High and Mighty (1976)
- Firefly (1977)
- Innocent Victim (1977)
- Fallen Angel (1978)
- Conquest (1980)
- Abominog (1982)
- Head First (1983)
- Equator (1985)
- Raging Silence (1989)
- Different World (1991)
- Sea Of Light (1995)
- Sonic Origami (1998)
- Wake The Sleeper (2008)
- Celebration – Forty Years Of Rock (2009)
- Into The Wild (2011)
- Outsider (2014)
- Living The Dream (2018)
- Chaos & Colour (2023)

### Koncertalbumok
- Uriah Heep Live (1973)
- Live at Shepperton '74 (1986) – 1974-es felvétel
- Live in Europe 1979 (1986) – 1979-es felvétel
- Live in Moscow (1988)
- Spellbinder Live (1996)
- King Biscuit Flower Hour Presents In Concert (1997) – 1974-es felvétel
- Future Echoes Of The Past (2000)
- Acoustically Driven (2001)
- Electrically Driven (2001)
- The Magician's Birthday Party (2002)
- Live in the USA (2003)
- Magic Night (2004)
- Between Two Worlds (2005)

### Válogatások
- Anthology (1986)
- Two decades in rock (1990) 3 cd-s válogatás
- Lady In Black (1994)
- The Lansdowne Tapes (1994) – Spice felvételek válogatása valamint számok az első három Uriah Heep albumról, 1968-1971 között felvéve
- A Time of Revelation (1994) – négylemezes antológia, ami több, addig kiadatlan anyagot tartalmaz, 1968-1995 közötti felvételek
- Remasters: The Official Anthology (2001)
- 20th Century masters: The Millennium Collection: The best of Uriah Heep (2001)

### Angliában kiadott kislemezek
| Év   | Cím                       | Album                                |
| ---- | ------------------------- | ------------------------------------ |
| 1971 | Look at Yourself          | Look at Yourself                     |
| 1972 | The Wizard                | Demons and Wizards                   |
| 1972 | Easy Livin'               | Demons and Wizards                   |
| 1973 | Stealin'                  | Sweet Freedom                        |
| 1974 | Something or Nothing      | Wonderworld                          |
| 1975 | Prima Donna               | Return to Fantasy                    |
| 1976 | One Way or Another        | High and Mighty                      |
| 1977 | Wise Man                  | Firefly                              |
| 1977 | Free Me                   | Innocent Victim                      |
| 1978 | Come Back to Me           | Fallen Angel                         |
| 1980 | Carry On                  | Conquest                             |
| 1980 | Love Stealer              | -                                    |
| 1981 | Think It Over             | -                                    |
| 1982 | That's the Way That It Is | Abominog                             |
| 1983 | Lonely Nights             | Head First                           |
| 1983 | Stay on Top               | Head First                           |
| 1985 | Rockarama                 | Equator                              |
| 1985 | Poor Little Rich Girl     | Equator                              |
| 1988 | Easy Livin'               | Live in Moscow                       |
| 1988 | Lady in Black             | Anthology                            |
| 1989 | Hold Your Head Up         | Raging Silence                       |
| 1989 | Blood Red Roses           | Raging Silence                       |
| 1995 | Dream On                  | Sea of Light                         |
| 1997 | Gypsy                     | Very ’eavy… Very ’umble (újrakiadás) |
| 2001 | Come Away Melinda         | Future Echoes of the Past            |
| 2001 | Lady in Black             | Acoustically Driven                  |
| 2011 | Nail on the Head          | Into the Wild                        |